# Бортники (гміна)
Ґміна Бортники (пол. Gmina Bortniki) — колишня (1934—1939 рр.) сільська ґміна Бібрського повіту Львівського воєводства Польської республіки (1918—1939) рр. Центром ґміни було село Бортники.

1 серпня 1934 р. було створено ґміну Бортники у Бібрському повіті. До неї увійшли сільські громади: Бортнікі, Букавіна, Черемхув, Демідув, Добровляни, Молодиньче, Новосельце, Подліскі.

За рішенням Президії Верховної Ради УРСР 17 січня 1940 р. ґміна ліквідована, а її територія включена до новоутвореного Ходорівського району.